# 전일춘
전일춘(全日春, 1941년 ~ )은 조선민주주의인민공화국의 정치인이다. 현재 조선로동당 중앙위원회 후보위원 겸 최고인민회의 제13기 대의원이다.

## 경력
1941년 함경북도에서 태어났다. 1973년 8월 내각 무역부 과장을 거쳐 1981년 1월 대외경제사업부 부부장과 1988년 7월 북-르완다 친선협회 부위원장을 역임했다. 이후 1993년 1월, 대외경제위원회 부위원장과 1998년 당 39호실 부실장을 지냈다. 2006년 8월 조선로동당 중앙위원회 부부장에 임명되었고, 2010년 1월 조선대풍국제투자그룹 이사와 2010년 2월 조선로동당 39호실 실장 겸 당 중앙위 제1부부장에 임명되었다. 
2010년 3월 이후 국가개발은행 이사장으로 재직하고 있으며, 2016년 5월 조선로동당 제7차 대회에서 조선로동당 중앙위원회 후보위원으로 선출되었다.

## 최고인민회의 대의원
2009년 4월 최고인민회의 제12기 대의원과 2014년 3월 제13기 대의원을 지냈다.

## 기타
2010년 11월 조명록 사망 당시에 국가장의위원회 위원을 맡았다.